# Charles Planelli de Lavalette
Charles Joseph Laurent Planelli, marquis de La Valette (29 avril 1763 à Grenoble-31 décembre 1854 au Château de Varces) est un homme politique et haut fonctionnaire français.

## Biographie
Son père était Joseph-Jean-Baptiste-Claude Planelli de La Valette (né en 1718, page de la reine en 1732-1734, dernier frère de Laurent Planelli de Charly et Maubec, qui était donc fieffé en Lyonnais et en Dauphiné : deux fils de Jean-Baptiste Planelli de La Valette (1680-1758) ; La Valette est dite en Forez : il s'agit de Furet-Lavalette, au Val-Furet, petit affluent de Furan, dans le sud de la commune de St-Etienne) : Charles-Joseph était donc le cousin germain de Louis-Gabriel Planelli (1744-1832), marquis de Maubec et comte de Château-Chinon, le fils de Laurent ; mais aussi son beau-frère car Louis-Gabriel épousa en 2° noces une des quatre demi-sœurs de Charles-Joseph, Laure Planelli de Lavalette. 
Charles ne peut entrer dans la cavalerie comme il l'aurait souhaité car sa famille émigre en 1790. À son retour à Grenoble, il devient l'un des acteurs de la municipalité à partir de 1803 et devient maire de Grenoble en 1815-1816 et de 1820 à 1824.
Le 5 juillet 1815, à la suite de la défaite de Waterloo, les troupes austro-sardes arrivent aux portes de Grenoble, fortes de 4 000 à 5 000 hommes. Planelli de Lavalette fait alors partie du courant d'opinion qui manifeste en faveur de la paix et d'une capitulation face aux soldats ennemis, exhortant le général Robert Motte, défenseur de la place de Grenoble à se rendre. Malgré des pertes significatives infligées à l'ennemi, et avec des remparts vieillissants, le général cède le 9 juillet face à la population et à 4 heures du soir, les troupes austro-sardes entrent dans Grenoble. La première invasion dans l'histoire de la ville prendra fin cinq mois plus tard.

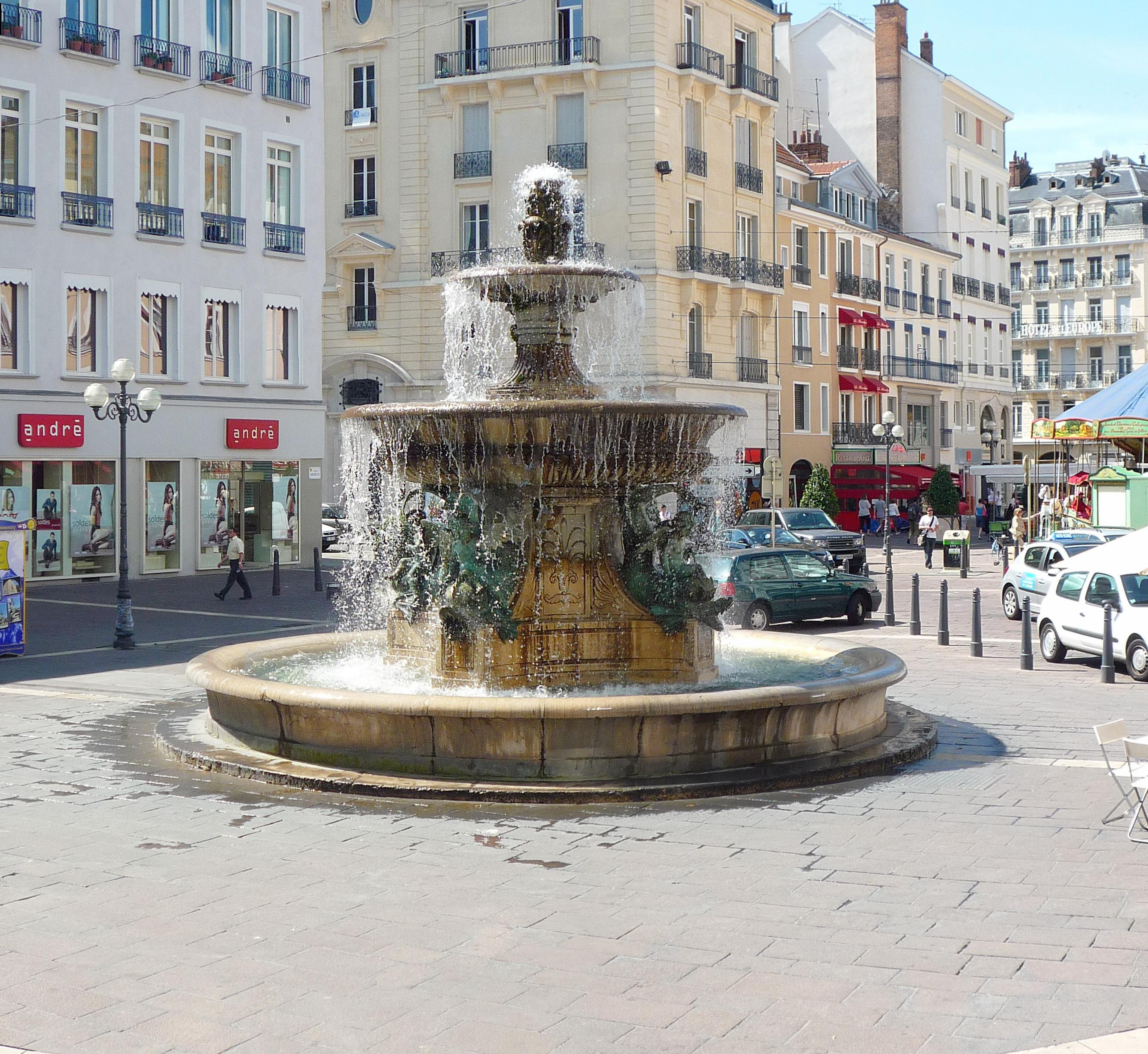
Château d'eau La Valette.

Planelli de Lavalette inaugure durant son 2e mandat municipal la statue du chevalier Bayard sur la place Saint-André en 1823. C'est à la fin de son mandat de maire que démarre la construction des fortifications actuelles de la Bastille, qui s'achèveront 23 ans plus tard. Il va s'efforcer durant son mandat de doter la ville de canalisations pour les fontaines publiques. Absent de Grenoble pour prendre son poste de préfet du Gard, le conseil municipal de Grenoble présidé par son premier adjoint, M. de Saint-Maurice, décide le 23 août 1824 d'attribuer son nom au nouveau château d'eau de la place Grenette en début de construction.
Il est très vite relevé de ses fonctions de préfet du Gard, ne pouvant s'opposer aux insurrections des catholiques fanatiques qui sévissent dans ce département. Il revient alors sur ses terres et décède dans son château de Varces à l'âge de 91 ans.
Député de l'Isère, son activité parlementaire reste discrète selon Massey de Tyrone, auteur d'un recueil de portraits-charges des parlementaires de la Restauration.
En hommage à ce maire, la ville de Grenoble a attribué son nom à la fontaine de la place Grenette ainsi qu'à l'ancienne place de la Saulaie où s'installera bien plus tard le musée de Grenoble.
Il repose au cimetière Saint-Roch de Grenoble ou dans la chapelle du cimetière de Varces-Allières-et-Risset.

## Parcours
- Maire de Grenoble (1815-1816 et 1820-1824)
- Maire de Varces
- Préfet du Gard (1824-1828)
- Député de l'Isère (1815-1827 et 1829-1830)
- Président du Conseil général de l'Isère (1816-1817, 1818-1824)

## Distinction
- Chevalier dans l'Ordre national de la Légion d'honneur

## Portraits
- Eugénie du Colombier, Portrait de Charles Planelli de Lavalette, 1832, huile sur toile, 214 x 146 cm. Coll. musée de Grenoble (MG 2001-56-R).

## Sources
- « Charles Planelli de Lavalette », dans Adolphe Robert et Gaston Cougny, Dictionnaire des parlementaires français, Edgar Bourloton, 1889-1891 [détail de l’édition]